# Hornschuchia cauliflora
Hornschuchia cauliflora är en kirimojaväxtart som beskrevs av Paulus Johannes Maria Maas och Van Setten. Hornschuchia cauliflora ingår i släktet Hornschuchia och familjen kirimojaväxter. Inga underarter finns listade i Catalogue of Life.